# Podhum (Jelenje)
Podhum je mjesto kod Rijeke u općini Jelenje.
Pripadaju poštanskom uredu Dražice, broj 51218.

## Zemljopis
Zapadno se nalaze Dražice, sjeverozapadno se nalazi Podkilavac, a na jugu se nalaze Soboli. Prema sjeveroistoku je izrazitije nenaseljeno područje.

## Stanovništvo
| broj stanovnika | 754   | 691   | 818   | 966   | 973   | 1036  | 1117  | 1306  | 624   | 913   | 1060  | 1201  | 1141  | 1187  | 1343  | 1446  | 1356  |
|                 | 1857. | 1869. | 1880. | 1890. | 1900. | 1910. | 1921. | 1931. | 1948. | 1953. | 1961. | 1971. | 1981. | 1991. | 2001. | 2011. | 2021. |

## Spomenici i znamenitosti
Nakon što su partizani partizani u lipnju 1942. ubili učiteljski bračni par Renzi, učiteljicu Francescu i učitelja Giovannija, u nedjelju 12. srpnja 1942. godine strijeljani su u selu zatečeni muški žitelji Podhuma stariji od 14 godina. Popisana je 91 žrtva, ali točan broj ubijenih se ne zna te se spominje do 128 ljudi. U talijanske koncentracijske logore bilo je odvedeno 889 žitelja. Tri tisuće grla goveda i ovaca zaplijenjeno je, a 370 kuća i 124 gospodarskih zgrada opljačkano i do temelja spaljeno. Spasili su se samo oni koji su tada bili na ranojutarnjoj misi. Imena ubijenih nalaze se na spomen obilježju. Bio je to jedan od najgorih zločina talijanskih fašista i vojske u krajevima ovog djela primorja. U Podhumu je prije Drugoga svjetskog rata živjelo 1.329 stanovnika. 
Odmazdu su proveli pripadnici talijanskih graničara (GAF), talijanske vojske, fašističkih i karbineirskih jedinica, koji su djelovali pod zapovjedništvom Temistocle Teste, riječkog prefekta. Zapovjednici akcije na terenu bili su major Mario Ramponi, zamjenik komesara za civilne poslove talijanskog Komesarijata na Sušaku te Luigi Menaldo, zapovjednik karabinijera u Jelenju. 
Također u talijanske koncentracijske logore odvedeno je oko 800 straca, žena i djece, te je pri tome spaljeno cijelo selo.

## Promet
Kroz Podhum ide cesta od Sobola za Dražice i Podkilavac.

## Gospodarstvo
Badel 1862 planira otvoriti tvornicu čepova u okolici Podhuma.[nedostaje izvor]

## Šport
U mjestu djeluje boćarski klub Podhum.